# Salgótarjáni BTC
Salgótarjáni Barátok Torna Club (Salgótarjáni BTC) – węgierski klub piłkarski z siedzibą w mieście Salgótarján. W sezonie 2011/2012 klub uczestniczy w rozgrywkach Nemzeti Bajnokság III.

## Historia

### Chronologia nazw
- 1920: Salgótarjáni Torna Club (TC)
- 1922: Salgótarjáni Bányatelepi Torna Club (BTC)
- 1949: Salgótarjáni Tárna Sport Egyesület (TSE)
- 1951: Salgótarjáni Bányász Sport Kör (BSK)
- 1957: Salgótarjáni Bányász Torna Club (BTC)
- 1977: Salgótarjáni Torna Club (TC)
- 1984: Salgótarjáni Bányász Torna Club (BTC)
- 1988: Salgótarjáni Barátság Torna Club (BTC)
- 1992: Salgótarjáni Barátság Torna Club (BTC) -Salgglas Sport Egyesület (SE)
- 1993: Salgótarjáni Barátság Torna Club (BTC)
- 2001: Salgótarjáni Barátok Torna Club (BTC)

### Powstanie klubu
Klub powstał 13 maja 1920 roku jako Salgótarjáni Torna Club. Pierwszy awans do Nemzeti Bajnokság I uzyskał w 1935 roku. W sezonie 1935/1936 zajął 13. miejsce i spadł do NB II.

### Okres powojenny
W sezonie 1940/1941 zespół powrócił do pierwszej ligi. W kolejnych sezonach zajmował miejsca w środku tabeli. Po raz ostatni w Nemzeti Bajnokság I klub wystąpił w sezonie 1979/1980. W późniejszych latach klub rywalizował w niższych klasach rozgrywkowych.

## Osiągnięcia
- W lidze (39 sezonów na 109) : 1935/36, 1940/41-1945/46, 1947/48-1962/63, 1965-1976/77, 1978/79-1979/80

## Europejskie puchary
Legenda do wszystkich tabel:
- Q – runda eliminacyjna, 1/16, 1/8, 1/4, 1/2 – odpowiednia faza rozgrywek, Grupa – runda grupowa, 1r gr – pierwsza runda grupowa, 2r gr – druga runda grupowa, F – finał, R – runda, PO – play-off
- k. – rzuty karne, los. – losowanie, Dogr. – dogrywka, w. – zasada bramek strzelonych na wyjeździe

| Sezon   | Rozgrywki   | Runda | Przeciwnik | Dom | Wyjazd | Ogólnie |
| ------- | ----------- | ----- | ---------- | --- | ------ | ------- |
| 1972/73 | Puchar UEFA | 1R    | AEK Ateny  | 1–1 | 1–3    | 2–4     |